# Спортивное ориентирование на Всемирных играх
Спортивное Ориентирование на Всемирных играх — один из видов спорта, включённых в программу Всемирных игр.
Всемирные игры — международные комплексные соревнования по видам спорта, не входящим в программу Олимпийских игр. Проводятся с 1981 года с периодичностью 1 раз в 4 года. Международная федерация спортивного ориентирования (IOF) стала членом Международной ассоциации Всемирных игр (IWGA) в 1995 году. С 2001 ориентирование включено в программу Всемирных игр.  С 2009 года программа соревнований по спортивному ориентированию состоит из спринта (sprint), средней дистанции (middle) и смешанной эстафеты (mixed relay). В смешанной эстафете за национальную команду бегут две женщины и двое мужчин. Мужские и женские этапы чередуются.

## Место проведения
| Год  | Дата проведения   | Место              |
| ---- | ----------------- | ------------------ |
| 2001 | 15—25 августа     | Япония, Акита      |
| 2005 | 14—24 июля        | Германия, Дуйсбург |
| 2009 | 16—26 июля        | Тайбэй, Гаосюн     |
| 2013 | 27 июля—4 августа | Колумбия, Кали     |
| 2017 | 20—30 июля        | Польша, Вроцлав    |

## Спринт
В программе с 2009 года. До этого проводилась только индивидуальная гонка и смешанная эстафета.

### Мужчины
| Год  | Золото          | Серебро        | Бронза        | Примечания |
| ---- | --------------- | -------------- | ------------- | ---------- |
| 2009 | Андрей Храмов   | Даниэль Хубман | Теро Фёр      | [ 3 ]      |
| 2013 | Matthias Kyburz | Андрей Храмов  | Jerker Lysell | [ 4 ]      |

### Женщины
| Год  | Золото          | Серебро                   | Бронза     | Примечания |
| ---- | --------------- | ------------------------- | ---------- | ---------- |
| 2009 | Минна Кауппи    | Хэнни Оллстон             | Элиза Эсет | [ 3 ]      |
| 2013 | Annika Billstam | Anne Margrethe H Nordberg | Maja Alm   | [ 4 ]      |

## Индивидуальная/Средняя
До 2009 года проводилась только индивидуальная гонка и смешанная эстафета. Начиная с игр 2009 года программа проведения соревнований по спортивному ориентированию изменилась и стала включать в себя спринт, среднюю дистанцию и смешанную эстафету.

#### Мужчины
| Год  | Золото          | Серебро         | Бронза                | Примечания |
| ---- | --------------- | --------------- | --------------------- | ---------- |
| 2001 | Grant Bluett    | Туре Сандвик    | Джейми Стивенсон      | [ 5 ]      |
| 2005 | Тьерри Жоржиу   | Даниэль Хубман  | Эйстейн Кволь Эстербё | [ 2 ]      |
| 2009 | Даниэль Хубман  | Дмитрий Цветков | Андрей Храмов         | [ 3 ]      |
| 2013 | Matthias Kyburz | Даниэль Хубман  | Vilius Aleliunas      | [ 6 ]      |

#### Женщины
| Год  | Золото              | Серебро            | Бронза            | Примечания |
| ---- | ------------------- | ------------------ | ----------------- | ---------- |
| 2001 | Ханне Стафф         | Анетта Гранстедт   | Биргитта Хусебюэ  | [ 5 ]      |
| 2005 | Симона Ниггли-Лудер | Карин Шмальфельд   | Хизер Монроу      | [ 2 ]      |
| 2009 | Хэнни Оллстон       | Минна Кауппи       | Линнеа Густафссон | [ 3 ]      |
| 2013 | Минна Кауппи        | Tove Alexandersson | Nadiya Volynska   | [ 6 ]      |

## Смешанная эстафета
В отличие от чемпионатов мира и Европы, на Всемирных играх проводится смешанная эстафета четырех участников. За каждую национальную команду бегут две женщины и двое мужчин. Мужские и женские этапы чередуются.
| Год  | Золото                                                                        | Серебро                                                                          | Бронза                                                                              | Примечания |
| ---- | ----------------------------------------------------------------------------- | -------------------------------------------------------------------------------- | ----------------------------------------------------------------------------------- | ---------- |
| 2001 | Норвегия · Бьёрнар Вальстад · Ханне Стафф · Туре Сандвик · Биргитта Хусебюэ   | Литва · Сваюнас Амбразас · Вилма Рудзенскайте · Эдгарас Воверис · Гедре Воверене | Швеция · Эмиль Вингстедт · Анетта Гранстедт · Никлас Юнассон · Йенни Юханссон       | 15 команд  |
| 2005 | Швейцария · Матиас Мерц · Леа Мюллер · Даниэль Хубман · Симона Ниггли-Лудер   | Россия · Сергей Детков · Алия Ситдикова · Максим Давыдов · Татьяна Рябкина       | Чехия · Петр Лосман · Марта Штербова · Томаш Длабая · Дана Брожкова                 | 13 команд  |
| 2009 | Россия · Дмитрий Цветков · Юлия Новикова · Андрей Храмов · Галина Виноградова | Финляндия · Паси Иконен · Бодил Кристина Холмстрём · Теро Фёр · Минна Кауппи     | Норвегия · Ларс Шесет · Мари Фастинг · Эйстейн Кволь Эстербё · Элиза Эсет           | 16 команд  |
| 2013 | Швейцария · Даниэль Хубман · Sara Luescher · Matthias Kyburz · Judith Wyder   | Дания · Tue Lassen · Ида Бобах · Rasmus Thrane Hansen · Maja Alm                 | Австрия · Gernot Kerschbaumer · Anna Nilsson Simkovics · Robert Merl · Ursula Kadan | Россия - 8 |